# لاتفيا أولا

شعار الحزب

لاتفيا أولا هو حزب شعبوي يميني سياسي في لاتفيا.
تم تأسيسه في أغسطس 2021 من قبل رجل الأعمال وعضو البرلمان السابق ووزير النقل السابق النائب السابق لرئيس بلدية ريغا آينارس ألزرس. كرسي مجلس الحفل هو أينارس ليزيرس. تم تسجيل الحزب منظمة لاتفيا أولاً لأول مرة في 1 يوليو 2021، قبل تأسيس الحزب نفسه في المؤتمر التأسيسي في 14 أغسطس في ريغا. تم تسجيل الحزب في سجل لاتفيا في 10 سبتمبر 2021.

## التاريخ
في يونيو 2021 أعلن رجل الأعمال وزير النقل والاقتصاد السابق وعضو سابق في البرلمان ونائب رئيس بلدية ريغا السابق أينارس أويلرز أنه سيخوض الانتخابات البرلمانية لعام 2022 عن حزب جديد سيبدأ هو نفسه. في 1 يوليو أسس منظمة لاتفياأولاً.
عُقد مؤتمر الحزب التأسيسي في ريغا في 14 أغسطس 2021. انتُخبت جوليا ستيبازينكو لرئاسة مجلس الحزب، فضلاً عن كونها مرشحة الحزب لمنصب رئيس لاتفيا. عينارس إيلريس أصبح مرشح الحزب لمنصب رئيس الوزراء، وتم اختيار النائبة السابقة ليندا ليبيتشا كمرشحة عن الحزب لمنصب رئيس مجلس النواب.
مباشرة بعد المؤتمر التأسيسي للحزب أعلن دعمه لاحتجاج 18 أغسطس ضد التطعيم «الإجباري» الذي نظمه حزب القانون والنظام. تم الإعلان عن الاحتجاج ردًا على مشروع قانون الحكومة الذي سيجعل التطعيم ضد كوفيد 19 إلزاميًا للعاملين في قطاعات الرعاية الصحية والرعاية الاجتماعية والتعليم ويمنح أصحاب العمل الحق في فصل الأشخاص غير الملقحين. قبل ساعة من بدء الاحتجاج نظم الحزب تجمعًا انتخابيًا بالقرب من نصب الحرية، ثم توجه حشد من عدة مئات من أنصار الحزب إلى قلعة ريغا، حيث أقيم الحدث الرئيسي.
ونظم الحزب بعد ذلك احتجاجين إضافيين ضد التطعيم «الإلزامي» في 18 سبتمبر و2 أكتوبر. خلال احتجاجات سبتمبر كشف قادة الحزب عن إنذار أخير لرئيس لاتفيا إيجلز ليفيتس، طالبوه بالتوقف عن تقييد حريات الناس وحفظ التطعيم «الطوعي» وتغيير الحكومة. أعطيت الإرتفاع أسبوعين لتلبية المطالب، وإذا لم يكن الأمر كذلك فإن الحزب وعد باستدعاء الرئيس. على الرغم من عدم تلبية أي من المطالب بعد أسبوعين لم يتم الإعلان عن أي مبادرة لاستدعاء اللاويين، وبدلاً من ذلك في 2 أكتوبر نظم الحزب احتجاجًا آخر بالقرب من نصب الحرية.
كان للحزب نائبان مؤقتان. كلاهما تم انتخابهما من قائمة الحزب الاشتراكي الديمقراطي «هارموني» في انتخابات ساييما 2018. أثناء الغزو الروسي لأوكرانيا في 4 مارس 2022 طُرد كلاهما من الحزب لأن ستيبانينكو رئيس مجلس إدارة الحزب احتج على اجتماع مجلس إدارة الحزب الموسع لمناقشة موقف الحزب من الحرب في أوكرانيا وعواقبها في لاتفيا. في 3 مارس لم تصوت فيكوفا في ساييما لمنح أوكرانيا وضع الدولة المرشحة لعضوية الاتحاد الأوروبي.